# Oleg Novitski
Oleg Viktorovitsj Novitski (Russisch: Олег Викторович Новицкий) (Tsjerven, (Wit-Rusland), 12 oktober 1971) is een Russisch ruimtevaarder. In 2012/2013 verbleef hij 143 dagen aan boord van het Internationaal ruimtestation ISS.
In 2007 werd Novitski geselecteerd als astronaut en voltooide zijn training in 2009. Novitski’s eerste ruimtevlucht was Sojoez TMA-06M en vond plaats op 23 oktober 2012. Deze vlucht bracht de bemanningsleden naar het ISS. Hij maakte deel uit van de bemanning van ISS-Expeditie 33 en 34. 
In november 2016 begon Novitski met Sojoez MS-03 aan zijn tweede ruimtevlucht en landde weer op 2 juni 2017. Hij begon in april 2021 aan ISS-Expeditie 65.